# علي كران
علي كران هي قرية في مقاطعة مشكين شهر، إيران. عدد سكان هذه القرية هو 73 في سنة 2006.